# Woterfitzsee
Der Woterfitzsee ist ein südöstlich der Müritz in der Mecklenburgischen Seenplatte liegender See im Landkreis Mecklenburgische Seenplatte, Mecklenburg-Vorpommern.

## Geografie
Der Woterfitzsee befindet sich im Nordosten des Gemeindegebietes von Rechlin. Er hat eine kreisförmige Gestalt bei einer ungefähren Länge von 2360 Metern und einer ungefähren Breite von 1860 Metern. Er ist eingebettet in eine Sanderfläche und ist von teils sumpfigem Gelände umgeben. Im Norden und Osten befinden sich einige größere Fischteiche. Der See liegt im Nationalpark Müritz.  Das Süd- und Westufer sind bewaldet und das Ufer ist von einem fast durchgängigen Schilfgürtel umgeben. Der See ist für den Motorbootverkehr gesperrt und liegt auf einer beliebten Wasserwanderroute über Mirow zur Müritz.

## Geschichte
Der See entstand nach Abtauen des Inlandeises im Frankfurter Stadium der Weichseleiszeit aus einem großen Toteisfeld, welches von Sandersanden des erneut vorstoßenden Inlandeises im Pommerschen Stadium verschüttet wurde. Mit der nachfolgenden
Erwärmung taute auch das verschüttete Toteis auf. An diesen Stellen bildete sich ein Senke auf der Sanderoberfläche, die den heutigen See bildet.

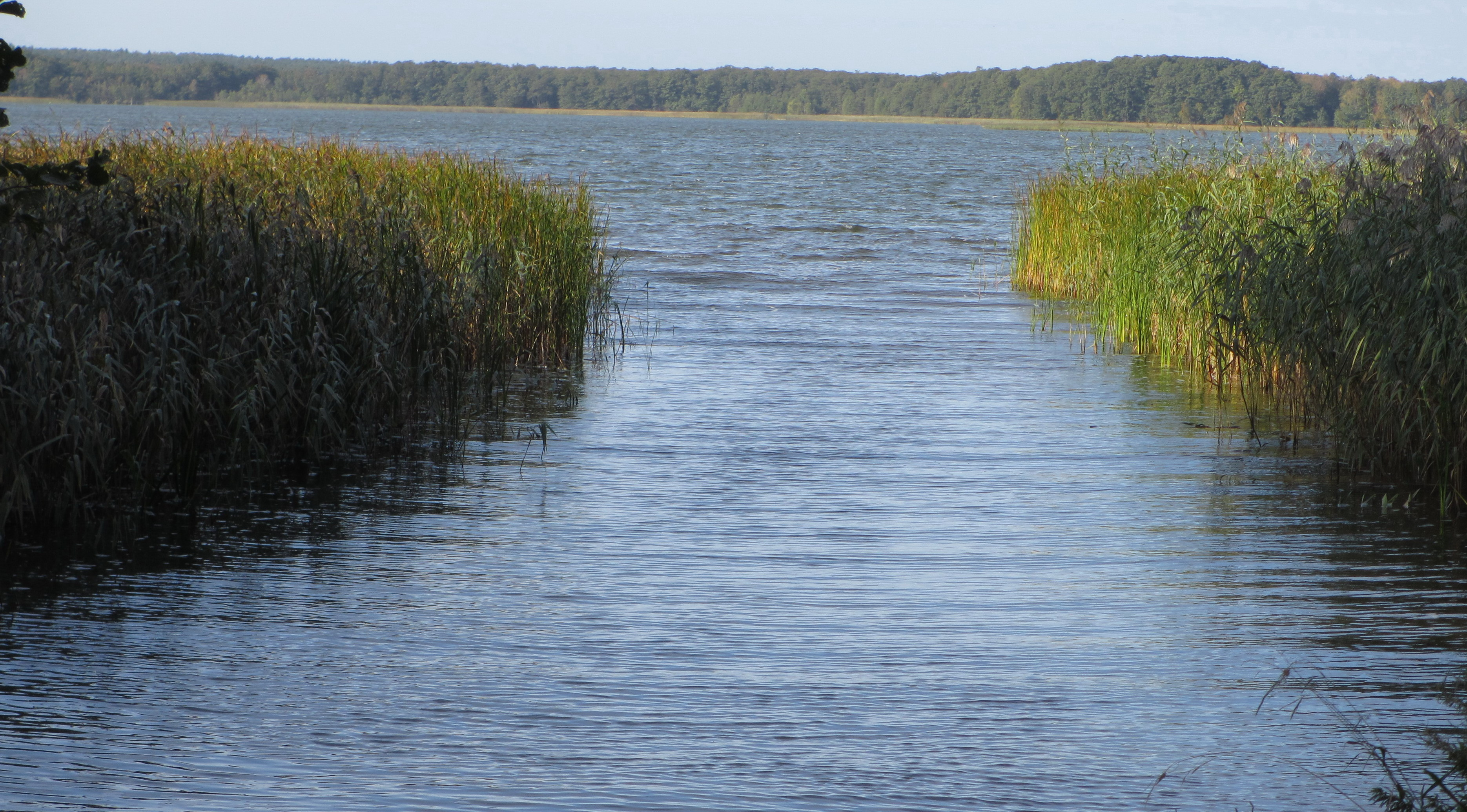
Wasserentnahmestelle bei Zartwitz am Ostufer des Woterfitzsees.